# Nefropatía hipertensiva
En medicina, la nefropatía hipertensiva se refiere a un trastorno dañino del riñón causado por una persistente elevación de la presión arterial. No debe confundirse con la hipertensión renovascular, que es una forma de hipertensión secundaria. En la nefropatía hipertensiva, la hipertensión arterial es la que causa la enfermedad renal y no al revés. Se le llama también nefroesclerosis o nefroangioesclerosis, que significa endurecimiento renal como resultado de la sustitución del tejido renal por abundante material colágenoso. Si la nefropatia hipertensiva sigue una evolución  acelerada, con rápido empeoramiento de la función renal, se denomina nefroangioesclerosis maligna.

## Patología
Como resultado de la hipertensión arterial, se acumulan en los riñones un material hialino (amorfo y homogéneo), especialmente en las paredes de las pequeñas arterias y arteriolas, haciendo que sus paredes se vuelvan más gruesas y la luz del vaso más angosta: arteriolosclerosis hialina. La consecuente isquemia produce atrofia tubular en el riñón, fibrosis intersticial, alteraciones glomerulares (algunas leves, otras escleróticas) y fibrosis periglomerular. Por lo general el daño, tanto al parénquima renal como a su vasculatura, es paulatino, evolutivo y sintomáticamente silencioso. En estados avanzados, las lesiones producen insuficiencia renal.

## Síntomas
Se le llama a la hipertensión, el asesino silente, precisamente porque sus letales efectos no son percibidos por el individuo, hasta en las etapas tardías. Es por eso que la aparición de los síntomas puede ser, en la mayoría de los casos, señal de un trastorno crónico y posiblemente insuficiencia renal. Para entonces, los pacientes comienzan a retener urea, ácido úrico y creatinina plasmáticas y al evolucionar aparecen trastornos en la concentraciones de electrolitos como el sodio, potasio, fosfato y también proteínas y anemia (por disminución en la producción renal de eritropoyetina).

## Prevención
Al ser la elevada presión arterial la causa de estas y otras enfermedades, el control temprano y constante de sus valores alarga la aparición de trastornos limitantes y de alto riesgo para la vida del individuo. El tratamiento adecuado de la hipertensión, el monitoreo rutinario de la presión arterial y el cambio de hábitos de vida y dietéticos son las medidas preventivas más eficaces.